# سلطنت سدوزایی هرات

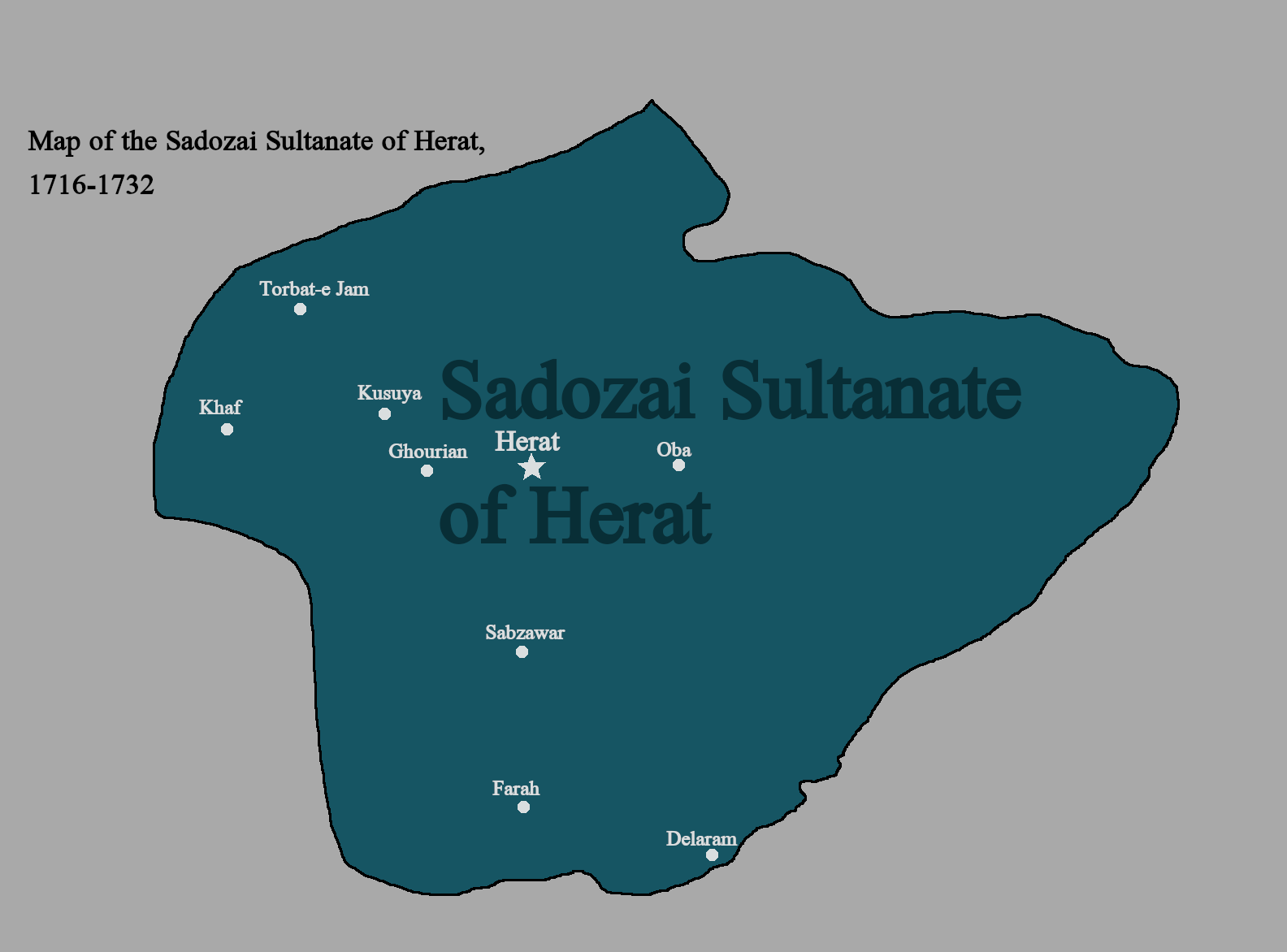
گستره سلطنت سدوزایی هرات

سلطنت سدوزایی هرات حکومتی بود که در سال ۱۷۱۶ میلادی توسط افغان‌های ابدالی پس از بیرون راندن صفویان ایران در ولایت هرات تأسیس شد. آنها در سال ۱۷۳۲ به دست افشاریان سقوط کردند.